# 青山大人
青山 大人（あおやま やまと、1979年1月24日 - ）は、日本の政治家。立憲民主党所属の衆議院議員（3期）、立憲民主党茨城県連代表、立憲民主党副幹事長。　
立憲民主党青年局長を歴任。　　　

## 経歴・人物
茨城県土浦市真鍋新町出身。土浦市立土浦第三中学校、茨城県立土浦第一高等学校、慶應義塾大学経済学部卒業。
大学卒業後は、厚生大臣を務めた丹羽雄哉の議員秘書を経て、2006年12月10日に行われた茨城県議会議員選挙に立候補して初当選（就任は2007年1月8日）。2010年再選。民進党茨城県連副会長も務めた。
2014年の第47回衆議院議員総選挙に茨城6区から民主党公認で立候補したが、自由民主党現職の丹羽雄哉に敗れ、比例も次点に終わった。落選中は警備員などのアルバイトで生計を立てていた。
2017年の第48回衆議院議員総選挙では直前の民進党の希望の党合流に関して当惑の色を見せたが、再び茨城6区から希望の党公認で立候補。自民党新人の国光文乃に敗れるも、惜敗率94.33%で比例復活となり初当選した。
2018年5月7日、民進党と希望の党の合流により結党された国民民主党に参加、同党所属の国会議員となった。
2019年10月4日、衆議院消費者問題に関する特別委員会筆頭理事に就任（2020年11月まで）。
2020年3月コロナ禍においてインバウンド客が激減し和牛等の食材が需要を失う中、需要喚起策及び日本固有の食を知る食育の機会として、31日衆議院農林水産委員会で学校給食への食材導入を農林水産大臣へ提案。大臣の賛同を得る。わずか1週間後、4月7日閣議決定で予算がつき、全国の学校給食で和牛等食材導入が展開される。数億円規模の需要が生まれた産地や年間生産量の1割に上る販路を確保した産地など、一定の成果が見られた（2020年11月日本農業新聞より）。
2020年5月21日、公益通報者保護法改正法案について、衆議院消費者問題に関する特別委員会筆頭理事として、通報者保護をさらに充実させた修正法案の全会一致での可決に尽力した。
2020年9月3日、国民民主党と立憲民主党の合流により結党される新党に参加する国会議員の募集が締め切られ、青山の参加が決定した。9月10日に行われた新「立憲民主党」の代表選挙では泉健太の推薦人に名を連ねた。
2021年5月12日、衆議院農林水産委員会にて菌床シイタケにかかる表示ルールの問題（輸入菌床のシイタケにもかかわらず国産として販売できる状況）を指摘。翌2022年3月ルール改正が実現し、植菌地を原産地として表示することとされた。
2021年10月13日、日本共産党は次期衆院選に向け、立憲民主党と競合する22の選挙区で候補者を取り下げる方針を発表。その中には茨城6区も含まれ、野党一本化が実現した。10月31日の第49回衆議院議員総選挙に立憲民主党公認で立候補。国光に敗れるも、比例復活により再選。枝野幸男代表の辞任に伴う代表選挙（11月30日実施）では泉健太の推薦人に名を連ねた。
2021年11月12日、衆議院外務委員会理事就任。
2022年茨城県議会議員選挙においては茨城6区内の対自民候補の応援に回り、つくば市民ネットワークから新人が1議席獲得した他、無所属候補が議席獲得する等、各選挙区では自民現職落選が見られた。
2023年11月1日、衆議院外務委員会理事就任(再任)。
2024年1月26日、衆議院消費者問題に関する特別委員会理事就任(再任)。
2024年9月23日に実施された代表選挙では野田佳彦の推薦人に名を連ねた。
2024年10月27日の第50回衆議院議員総選挙に立憲民主党公認で立候補し初めて小選挙区で勝利した。

## 議員連盟[37]
- 超党派自転車活用推進議員連盟幹事
- 若者政策推進議員連盟幹事
- 教育立国推進協議会事務局次長
- 日本モルドバ友好議員連盟事務局次長
- 日本フィリピン友好議員連盟事務局次長
- つくばエクスプレス利用建設促進議員連盟
- LPガス議員連盟
- 科学技術イノベーション推進議員連盟
- 文化芸術振興議員連盟
- 障がい者の安定雇用安心就労促進議員連盟（インクルーシブ雇用議連）
- 犬猫のさっ処分ゼロをめざす動物愛護議員連盟
- 土地家屋調査士制度推進議員連盟
- 花き産業振興議員連盟
- 税理士制度推進議員連盟
- 行政書士制度推進議員連盟
- 自衛隊応援議員連盟
- バス政策議員連盟
- 建設技能者育成支援議員連盟
- 発達障害の支援を考える議員連盟
- 非核議員連盟
- 日本中南米友好議員連盟
- 日本ブラジル友好議員連盟
- 日本モロッコ友好議員連盟
- 日本台湾議員懇談会
- 日本ウイグル国会議員連盟
- 日本ノルウェー友好議員連盟
- 日本インド友好議員連盟
- 子どもへのワクチン接種とワクチン後遺症を考える超党派議員連盟[38]

## 政策
- 消費増税の先送りをどちらかと言えば評価する[39]。コロナ禍における経済対策としての消費税減税に賛成[40]。
- 長期的に消費税率を10％よりも高くすることに反対[39]。
- 憲法改正の賛否について、どちらとも言えない[39]。
- 非核三原則を堅持すべきだ[39]。
- 共謀罪法をどちらかと言えば評価しない[39]。
- 農地や水源地等の国内土地購入について外国人規制を強化[41]。
- 森友学園問題・加計学園問題への安倍内閣の対応を評価しない[39]。
- 選択的夫婦別姓導入の賛否について、どちらとも言えない[39]。
- 東海第二原発廃炉と世界一の廃炉技術研究、分散型エネルギー社会へ取組。
- 議員定数削減賛成。

### 子どもへのCOVID-19ワクチン接種に慎重
- 青山は、子どもへの新型コロナワクチン（COVID-19ワクチン）には慎重論をとり、また、政府へいわゆるコロナワクチン後遺症の治療研究も検討するよう提言している[42][38]。
- 2020年11月13日衆議院外務委員会で青山は、通常のワクチン開発にかかる年月よりもかなりの短期間で開発、国内承認が進む、海外製ワクチンの安全性に警鐘を鳴らし、また海外ワクチン購入後に大量に余って国内廃棄した2009年の事例にも触れ、海外製ワクチン購入額よりも国産コロナワクチン生産体制に予算を増額し、国産開発に注力するよう政府へ提言した[43]。
- 2022年2月9日衆議院予算委員会では、成人後の免疫系への影響が不明で慎重姿勢が求められる５歳から１１歳の子どもへのワクチン接種に対し、公的勧奨と努力義務[44]を付することにつき国会で殆ど審議されずに接種体制が政府により急速に準備されていることを指摘、子どもへの接種について北欧の慎重な政策や、基礎疾患ある子どもに努力義務を限定する英独の合理的な政策、青山が相談を受けたCOVID-19ワクチンで寝たきりになった人などを例示し、厚労大臣へ慎重検討を求めた[45]。翌日に開かれた厚生労働省の分科会では、当初、小児（5 - 11歳）用ワクチンのオミクロン株への効果と安全性のデータが不足していたため、予防接種法に基づく努力義務は適用されなかったが[46][47][48]小児用ワクチンのオミクロン株への効果と安全性が示されたとして、政府は2022年9月上旬頃から5 - 11歳を含む全世代に努力義務とすることになった[49][50][51][52][53]。
- 2022年9月20日、参議院議員会館で開かれた「子どもへのワクチン接種とワクチン後遺症を考える超党派議員連盟」の総会に参加し、川田龍平（立民）、須藤元気、神谷宗幣（参政）らと5 - 11歳のワクチン接種の「努力義務」を撤回する提言を厚労省に提出した[54][38]。総会には河村たかし名古屋市長と、南出賢一泉大津市長もリモートで参加し、ワクチン後遺症について訴えた[54][38]。
- 2023年2月19日、つくば市で開催された反ワクチン・マスク団体[55]の講演会に祝電を送り、読み上げられた[56][57]。講演会では「マスク着用やデジタル社会が子供の脳の発達に影響を与える」「マスクを着けていると子供は発育過程で『出っ歯』『面長』になる」などといった内容が話され、登壇して挨拶した議員も複数いた[56][58][59]。青山は取材に対し、「地元の知り合いから祝電を頼まれ、茨城県などが後援になっていたので、問題ないと思った。私は以前から国会内外でワクチン接種による副反応被害の救済や体育授業でも一律に要求される子どもたちのマスクを外す活動をしていますが、『みんなで学ぼう会』に関わったりはしていない。同会の詳細は知らないが、私自身は根拠のない極端な主張や陰謀論等を支持する立場ではない」と回答している[56]。

## 選挙
| 当落 | 選挙                     | 執行日         | 年齢 | 選挙区       | 政党       | 得票数     | 得票率 | 定数 | 得票順位 /候補者数 | 政党内比例順位 /政党当選者数 |
| ---- | ------------------------ | -------------- | ---- | ------------ | ---------- | ---------- | ------ | ---- | ------------------ | ---------------------------- |
| 当   | 2006年茨城県議会議員選挙 | 2006年12月10日 | 31   | 土浦市選挙区 | 民主党     | 1万905票   |        | 3    | 2/5                | /                            |
| 当   | 2010年茨城県議会議員選挙 | 2010年12月12日 | 35   | 土浦市選挙区 | 民主党     | 1万3290票  |        | 3    | 2/4                | /                            |
| 落   | 第47回衆議院議員総選挙   | 2014年12月14日 | 35   | 茨城県第6区  | 民主党     | 8万5120票  | 37.02% | 1    | 2/3                | 5/4                          |
| 比当 | 第48回衆議院議員総選挙   | 2017年10月22日 | 38   | 茨城県第6区  | 希望の党   | 9万6987票  | 43.29% | 1    | 2/3                | 2/4                          |
| 比当 | 第49回衆議院議員総選挙   | 2021年10月31日 | 42   | 茨城県第6区  | 立憲民主党 | 11万3570票 | 47.46% | 1    | 2/2                | 5/5                          |
| 当   | 第50回衆議院議員総選挙   | 2024年10月27日 | 45   | 茨城県第6区  | 立憲民主党 | 12万434票  | 49.29% | 1    | 1/3                | /                            |